# 麻雀の成績集計
麻雀の成績集計（マージャンのせいせきしゅうけい）では、麻雀の成績に関する各種の指標を概説する。

## 概要
麻雀は一局ごとの和了を競うゲームであると同時に、半荘ごとの順位を争うゲームでもあり、さらには数百半荘から数千半荘というロングスパンの成績を集計しうるゲームでもある。以下に挙げる指標のいくつか、特にトップ率や平均順位などは、その打ち手の強さを端的に示す指標である。他方、放銃率や和了率・副露率・立直率などは、その打ち手の強さ弱さを示す指標であると同時に、その打ち手のタイプや打ち筋を反映する指標でもある。
麻雀の構造（細かいルールやプレイヤーレベルによらない共通の部分）から「平均的な成績」なるものを定義できる指標と、そうでない指標がある。また、数値を比較したりする際には、その比較が偶然性によって意味のないものとなっていないかどうか注意が必要である。
特に断らない場合、以下で示される具体的な数値は4人麻雀におけるものである。また「平均値」として示される数値は実測ないし理論的な（実力による数値を全プレイヤーにわたって平均したものとしての）平均値ではなく、閉じた空間で全てのプレイヤーが同じゲーム数 / 局数をプレイした場合の期待値である。

## 数値の偏り
あるプレイヤーの「本来の○○率」が p であるとする。2項分布の性質より、n 回の試行によって観測される「○○率」の期待値は p, 標準偏差は σ = √(p(1-p)/n) である。
大まかに言って、これは観測結果が区間 (p-σ .. p+σ) に入る確率が 68% 程度となるということを示す。したがって、特に試行回数が少ない場合、わずかな差をもってそれを「実力差がデータに現れた」とするのは誤りである。

## トップ率
- トップ回数 ÷ 打半荘数 × 100%

文字通り「トップを獲得した割合」である。
麻雀の構造より、トップ率の平均値は25％である。したがって、20ゲームの結果で10%, 2000ゲームの結果で1%, 200000ゲームの結果で0.1% などの差異はおおむね意味を持つといえる。

## 連対率
- (トップ回数 + 2着回数) ÷ 打半荘数 × 100%

競馬における連対と同じく、「トップもしくは2着を獲得する割合」である。たいていの麻雀では半荘終了時にウマが素点に加算・減算されるが、2着であればプラスのウマを獲得できる。連対率は、このような観点から2着も勝ちとみなした「勝率」であると言える。
麻雀の構造より、連対率の平均値は50％である。したがって、25試合, 2500試合, 250000試合で10%, 1%, 0.1% の差は意味があると言える。
- トップ率 + 2着率 = 連対率である。
- 「連帯率」と誤記されることがある。「連対率」が正しい。

## 平均順位
- (トップ回数 × 1 + 2着回数 × 2 + 3着回数 × 3 + 4着回数 × 4) ÷ 打半荘数

その打ち手が平均して何着を獲得するかという指標である。
同点は同着（1位と2位とが同点であれば双方を1.5位とする）や起家優先で処理するとすると、平均値は2.5に等しくなる。
そうでない（1位と2位とが同点であれば双方を1位とするなど）場合であっても、同点の発生頻度が十分に低いルールではおおむね正しい。
麻雀の構造より、120試合で0.1, 12000試合で0.01 の差は意味があると言える。
- オンライン麻雀の草分けである東風荘では、「ランキング戦」と銘打って、全ユーザの「総合得点」と「平均順位」を自動集計し、それぞれの上位者を発表している[1]。1回の「ランキング戦」の期間は5週間で、対象は登録利用者全体、平均順位部門の規定試合数は60試合となっている。平均順位部門の上位者はおおむね平均順位2.00前後の成績を残している。60試合～100試合の短期的成績ではあるが、2.0台に到達するのは大変難しく、中には1.9台、1.8台の成績を収めたユーザが1位を飾った回もある。

## 和了率
- 和了回数 ÷ 総局数 × 100%

その打ち手が和了する割合であり、ありていに言えばその打ち手の「攻撃力」を示す数値のひとつである。
ルールやプレイヤーに依存する流局率を p とすると、平均値は (1-p)/4 となる。トップ率の差を語るのに必要なゲーム数と同程度の局数 をもって、差異に意味があると考えることができる。たとえば400試合で4400局をプレイした場合、0.7%の差異には意味があるといえる。
- 和了率の詳細として、その形態 (リーチ・副露・ダマテン)・方法 (ツモ・ロン) による場合分けを行うこともある。

## 放銃率
- 放銃回数 ÷ 総局数 × 100%

その打ち手が放銃する割合であり、ありていに言えばその打ち手の「防御力」を示す数値である。
アガリにはツモとロンの2種類があるため、全プレイヤーの和了率の平均値を放銃率の平均値が超えることはない（ダブロン・トリプルロンを放銃2回もしくは3回と数える場合には発生しうるが、その場合でも通常の1人のロンやツモの方が圧倒的に多いので事実上発生は困難である）。
- 放銃率の詳細として、放銃先の状態（リーチ・副露・ダマテン）・放銃元の状態（リーチ・副露・非リーチ非副露）による場合分けを行うこともある。

## 立直率
- 立直回数 ÷ 総局数 × 100%

その打ち手が立直を掛ける割合である。具体的な値はルールおよびプレイヤーに依存する。立直率が高いことは門前清での牌効率に長けていること、または、門前清で聴牌した際に立直をかける割合が高いことを示す。

### 立直成功率
- 立直を掛けて和了した回数 ÷ 立直した回数 × 100%

立直が和了に結びついている割合である。
- 「立直時和了率」という名称になっていることもある。内容は同じである。

## 副露率
- 副露した局数 ÷ 総局数 × 100%

その打ち手が副露する割合である。具体的な値はルールおよびプレイヤーに依存する。副露率が高いことは鳴きを多用することを示す。

### 副露成功率
- 副露を掛けて和了した回数 ÷ 副露した回数 × 100%

副露が和了に結びついている割合である。

## 平均和了点
- 和了点の総計 ÷ 総和了回数

その打ち手が平均して何点の和了をものにするかという指標である。平均和了点が高いことは、プレイヤーの性質（手役を狙う、ドラを使い切る、リーチを多用する、（相手が）高い手を察知して降りる）とルールの性質（クイタンのありなしや各種ドラの有無）とから影響される。

## 平均放銃点
- 放銃点の総計 ÷ 総放銃回数

その打ち手が平均して何点の放銃をしてきたかを示す指標である。高い手に対する放銃や親に対する放銃が多ければ、平均放銃点は上がる。
平均放銃点の平均値は平均和了点の平均値より低くなる。これはツモアガリの方が高く評価される点数計算のシステムによる。

## 平均獲得チップ枚数
- チップの収支の総計 ÷ 打半荘数

1半荘あたりチップを何枚獲得するか、あるいは何枚失うかという指標である。チップの枚数はゼロサムであるから、平均値は0枚である。
チップを得る方法はルール（チップの対象、例えば門前清の必要性の有無および赤ドラの対象の有無、その枚数など）に依存するため、平均獲得チップ枚数の向上にはそのルールに合わせた打ち方が必要である。
- チップの収支総計を総局数で割る流儀もあるので、特に異なる集計環境を用いるプレイヤー間の比較には注意が必要である。